# Galliera
Galliera (en dialecte bolonyès: Galîra) és un comune (municipi) de la Ciutat metropolitana de Bolonya (antiga província de Bolonya), a la regió italiana d'Emília-Romanya, situat uns 30 km al nord de Bolonya.
L'1 de gener de 2018 tenia 5.451 habitants.
Galliera limita amb els municipis de Malalbergo, Pieve di Cento, Poggio Renatico, San Pietro in Casale i Terre del Reno.

## Personatges il·lustres
Josepa de Leuchtenberg (més tard reina de Noruega i Suècia) va ser nomenada duquesa de Galliera per Napoleó I, quan tenia 6 anys, l'any 1813.